# Rétiszöcskék
A rétiszöcskék (Tettigoniinae) a rovarok osztályában az egyenesszárnyúak (Orthoptera) közé sorolt szöcskék (Tettigonioidea) öregcsaládjának egyik alcsaládja kilenc nemzetséggel és nyolc, nemzetségbe nem sorolt nemmel.

## Nemzetségbe nem sorolt nemek
- Bolua
- Farsodecticus
- Kansua
- Koroglus
- Neogampsocleis
- Pachytrachelurus
- Pravdiniana
- Zagrosiella

## Magyarországon élő fajok
- halványzöld rétiszöcske (Metrioptera bicolor) (Philippi, 1830)
- sötétzöld rétiszöcske (Metrioptera brachyptera)
- Roesel-rétiszöcske (Metrioptera roeselii) (Hagenbach, 1822)
- púposhasú rétiszöcske (Platycleis affinis)
- szürke rétiszöcske (Platycleis grisea)
- homokpusztai szöcske (Platycleis montana)
- sárga rétiszöcske (Platycleis tesselata)
- nyugati rétiszöcske (Platycleis albopunctata)
- sávos rétiszöcske (Tesselana vittata)